# Проспер (тауншип, Миннесота)
Проспер (англ. Prosper) — тауншип в округе Лейк-оф-Вудс, Миннесота, США. На 2000 год его население составило 155 человек.

## География
По данным Бюро переписи населения США площадь тауншипа составляет 32,5 км², из которых 32,5 км² занимает суша, водоёмов нет.

## Демография
По данным переписи населения 2000 года здесь находились 155 человек, 72 домохозяйства и 49 семей. Плотность населения — 4,8 чел./км². На территории тауншипа расположено 211 построек со средней плотностью 6,5 построек на один квадратный километр. Расовый состав населения: 99,35 % белых и 0,65 % приходится на две или более других рас. Испанцы или латиноамериканцы любой расы составляли 1,29 % от популяции тауншипа.
Из 72 домохозяйств в 15,3 % воспитывались дети до 18 лет, в 66,7 % проживали супружеские пары, в 1,4 % проживали незамужние женщины и в 30,6 % домохозяйств проживали несемейные люди. 27,8 % домохозяйств состояли из одного человека, при том 11,1 % из — одиноких пожилых людей старше 65 лет. Средний размер домохозяйства — 2,15, а семьи — 2,60 человека.
15,5 % населения — младше 18 лет, 2,6 % — в возрасте от 18 до 24 лет, 18,7 % — от 25 до 44, 39,4 % — от 45 до 64, и 23,9 % — старше 65 лет. Средний возраст — 54 года. На каждые 100 женщин приходилось 89,0 мужчин. На каждые 100 женщин старше 18 приходилось 92,6 мужчин.
Средний годовой доход домохозяйства составлял 62 625 долларов, а средний годовой доход семьи — 63 250 долларов. Средний доход мужчин — 100 000 долларов, в то время как у женщин — 0. Доход на душу населения составил 34 557 долларов. За чертой бедности находились 26,5 % семей и 27,6 % всего населения тауншипа.